# Copa Governo do Estado de Sergipe
De Copa Governo do Estado de Sergipe is de staatsbeker voor voetbalclubs uit de Braziliaanse staat Sergipe. De competitie wordt georganiseerd door de FSF.

## Geschiedenis
De competitie werd in 2003 in het leven geroepen om een deelnemer te bepalen voor de Copa do Brasil van het volgende jaar. In 2004 en 2005 vond er geen competitie plaats. Na de editie van 2014 werd er ook niet meer gespeeld. De beker werd gespeeld in de tweede helft van het seizoen na de staatscompetitie. 

## Winnaars
- 2003 -  Confiança
- 2004 - Niet gespeeld
- 2005 -  Confiança
- 2006 -  Itabaiana
- 2007 -  Itabaiana
- 2008 -  Confiança
- 2009 -  São Domingos
- 2010 -  São Domingos
- 2011 - Niet gespeeld
- 2012 -  Confiança
- 2013 -  Sergipe
- 2014 -  Amadense